# Terminhandelsberater
Terminhandelsberater (englisch commodity trading advisor, kurz: CTA) ist die Berufsbezeichnung für den Manager eines speziellen Anlageprodukts (den "Managed Futures", einer spezialisierten Hedgefonds-Anlageklasse) auf der Basis von Futures-Kontrakten. 
Eine CTA-Registrierung ist vorgeschrieben wenn:
1. mehr als 15 Personen länger als 12 Monate beraten werden
2. man öffentlich als CTA auftritt oder mit den entsprechenden Leistungen wirbt
3. einer von weiteren Punkten erfüllt wird, an dem professionelles Handeln zu erkennen ist.

Bei der Berufsbezeichnung handelt es sich um einen geschützten Begriff, der ausschließlich Unternehmen oder Personen vorbehalten ist, die sich unter Nachweis einer entsprechenden Befähigung bei der US-Aufsichtsbehörde Commodity Futures Trading Commission (CFTC) gemäß dem Bundesgesetz „Commodity Exchange Act“ registrieren ließen. Für CTAs ist die Mitgliedschaft in der National Futures Organisation zwingend erforderlich. Im Rahmen dieser Mitgliedschaft wird unter anderem die Identität des CTAs durch einen "FBI Backgroundcheck" geklärt. Die Registrierung aller zugelassenen CTAs erfolgt über die National Futures Association, bei der in der BASIC-Datenbank alle registrierten Commodity Trading Advisor nachgeschlagen werden können.
CTAs unterliegen damit einer der am stärksten regulierten Finanzmarkt-Aufsichtsregime.